# Chlorocnemis flavipennis
Chlorocnemis flavipennis är en trollsländeart som beskrevs av Selys 1863. Chlorocnemis flavipennis ingår i släktet Chlorocnemis och familjen Protoneuridae. IUCN kategoriserar arten globalt som livskraftig. Inga underarter finns listade i Catalogue of Life.